# Joaquín (football, 1981)
Pour les articles homonymes, voir Joaquín, Joaquín Sánchez, Sánchez et Rodríguez.
Joaquín, de son nom complet Joaquín Sánchez Rodríguez, né le 21 juillet 1981 à El Puerto de Santa María en Espagne, est un footballeur international espagnol qui évoluait au poste d'ailier droit.
Avec pas moins de 644 matchs disputés (ex aequo avec Andoni Zubizarreta), il est l'actuel codétenteur du record d'apparitions en Liga.

## Biographie

### Real Betis
Joaquín commence le football à l'âge de 6 ans. Après avoir envisagé de devenir torero, il rejoint le centre de formation du Real Betis en 1997. Deux ans plus tard, il remporte la Copa del Rey ainsi que la Supercopa juvéniles. La même année, Joaquín est convoqué avec l'équipe réserve qui évolue en Segunda División B sous les ordres d'Esnaola, ancien gardien de but du club qui détenait le record de matchs disputés avec le Betis cependant Joaquin l'a dépassé plus tard dans sa carrière. 
Il fait ses débuts senior le 12 septembre 1999 en remplaçant Quique Romero lors d'une défaite 3-1 contre le CF Motril. Joaquín dispute son premier match comme titulaire le 10 mars 2000 face au Real Jaén (2-2). Le 8 avril, il ouvre le score sur pénalty et contribue à un succès à l'extérieur 1-2 aux dépens de Xerez. Joaquín termine la saison 1999-00 avec deux buts en 27 matchs de championnat.
Joaquín intègre l'équipe première durant l'été 2000, âgé de 19 ans. Le 3 septembre, il est titularisé par Fernando Vázquez contre la SD Compostelle lors de la première journée de Segunda División (0-0). Joaquín s'impose rapidement dans l'effectif du Betis sur l'aile droite et dispute 38 matchs au cours desquels il marque trois buts. Lors de sa première saison, il aide le club à remonter en Primera División.
À la fin de la saison 2001-02, le Betis se qualifie pour la Coupe UEFA et Joaquín remporte le Prix Don Balón de la révélation de l'année. Après le mondial, il participe donc en 2002-03 pour la première fois à une Coupe d'Europe où son club est éliminé dès les phases de poules. Il s'illustre en marquant tout de même un but. Durant cette saison, Joaquín est encore régulier en réalisant son meilleur total de buts en championnat en marquant neuf fois. Il s'agit de la meilleure saison de sa carrière au niveau des statistiques individuelles. Lors de la saison 2003-04, il est toujours aussi constant en livrant de belles prestations, ce qui lui permet de participer à l'Euro 2004. Malgré deux grosses saisons de son talent, le Betis ne parvient pas à se qualifier pour la Coupe d'Europe.
La saison 2004-05 est la meilleure saison de Joaquín, le Real Betis réalise une des meilleures saisons de son histoire, terminant à la 4e place de la Primera División et remportant la Copa del Rey, la deuxième pour le club après l'édition 1977. Il prend part à tous les matchs de championnat, inscrivant 5 buts et délivrant 13 passes décisives,  finissant meilleur passeur de Primera. Il se distingue notamment au Camp Nou en y inscrivant un doublé ; son second but est remarqué. Le joueur part du milieu de terrain : il dribble tout ses adversaires avant de jouer un une-deux avec Ricardo Oliveira puis de marquer d'un poteau rentrant. Il est élu homme du match grâce à sa performance tandis que le Real Betis, réduit à 10 dès la 10e minute, se fait rejoindre sur le fil en toute fin de match concédant deux buts, pour finalement faire 3-3. 
Après cette saison, le Betis fait une saison plus terne en finissant au milieu de classement et en terminant 4e en Ligue des champions, mais l'ailier est retenu pour le Mondial 2006. En août 2006, désireux de franchir un palier dans sa carrière, il émet le souhait de quitter le Betis. La lutte fait rage pour s'attacher ses services et les offres sont nombreuses avec notamment l'Olympique lyonnais, le Real Madrid, l'AS Roma et le Valence CF comme clubs intéressés. C'est finalement le club Ché qui s'attache les services de l'ailier bético pour 25 millions d'euros. Il a au préalable refusé une offre de contrat de cinq ans avec Chelsea entraîné par José Mourinho.

### Valence CF
Avec un transfert de 25 millions d'euros, Joaquín est le joueur le plus cher de l'histoire du club Ché. Le 28 août 2006, lors de sa présentation au Stade de Mestalla, il est accueilli par 18 500 supporters.
Ses débuts dans son nouveau club sont timides et Angulo réalisant de belles performances, il se retrouve souvent sur le banc lors de la première partie de saison. Mais au fil des matchs, il monte en puissance et réalise une bonne fin de saison, étant un joueur clef de la fin de championnat de Valence. Joaquín atteint les quarts de la Ligue des champions et finit quatrième de Primera División.
À l'été 2007, à la suite du départ de David Navarro, Joaquín récupère le numéro 17 qui est son fétiche. Après une première saison d'adaptation, il se retrouve titulaire sous Quique Sánchez Flores mais peine à conserver ce statut après son limogeage en novembre. Ronald Koeman, le nouvel entraîneur, met de côté des joueurs cadres et un certain malaise s'installe dans le vestiaire. Valence finit la saison à une décevante dixième place en championnat mais remporte tout de même la Copa del Rey ; la deuxième pour Joaquín. 
Tout au long de la saison, la presse fait état de rapports tendus entre Koeman et l'ailier. L'entraîneur met le joueur sur le banc pour un match à cause d'un retard à un entraînement après s'être montré clément avec un coéquipier, pourtant aussi retardataire à une séance précédente,. Il repositionne Javier Arizmendi dans l'aile, alors que ce n'est son poste habituel, au détriment de Joaquín qui se retrouve sur le banc tandis que l'équipe enchaîne les mauvais résultats. Koeman le fait également s'échauffer tout le long de la finale de la Coupe d'Espagne sans le faire entrer en jeu. Limogé à l'été 2008, Koeman tient des propos durs à l'égard de Joaquín au cours d'une interview dans une radio néerlandaise : « C'était un joueur de 25 millions d'euros qui ne valait même pas 25 euros,. » L'ailier répond à la remarque de façon tout aussi crue : « Il était très dépendant au vin... ».
La saison suivante est meilleure avec l'arrivée d'Unai Emery mais le club est en butte à des soucis financiers. 
Joaquín est en concurrence avec Pablo lors de la saison 2009-10 mais aucun des deux ne parvient à s'imposer comme un titulaire indiscutable.
À l'été 2010, à la suite du départ de David Villa pour le FC Barcelone, Joaquín récupère le numéro 7. Après deux saisons plus difficiles, il retrouve un bon niveau. Joaquín est l'un des leaders de l'équipe et Emery le nomme parmi les capitaines du club.
Le 24 juin 2011, lors d'une conférence de presse, il est annoncé qu'un accord avec Málaga a été trouvé pour le transfert du joueur. Joaquín quitte Mestalla après cinq saisons où il dispute 218 matchs et inscrit 30 buts.

### Málaga CF

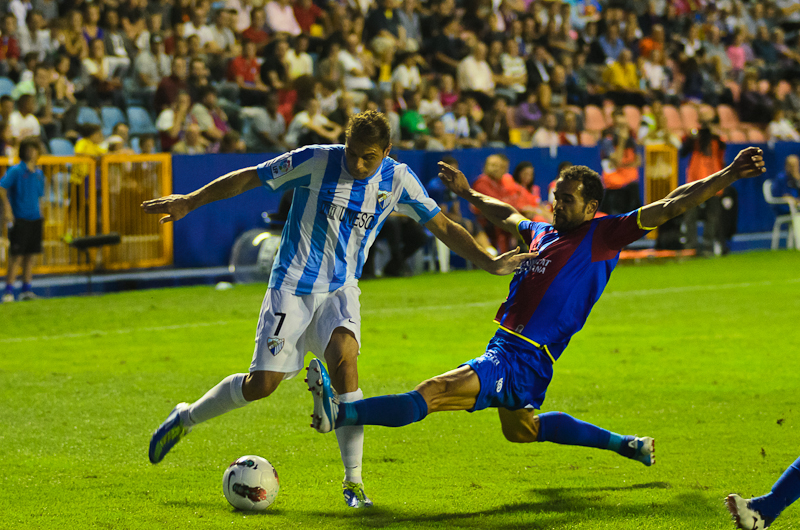
Joaquín avec le Málaga CF en octobre 2011.

Joaquin rejoint le Málaga CF et paraphe un contrat de quatre ans contre un montant de 4 millions d'euros. Il est annoncé comme l'une des pièces maîtresses de cette équipe en reconstruction.
Son premier match avec sa nouvelle équipe se solde par une défaite sur le score de 2-1 face au Séville FC. Il marque son premier doublé lors de la deuxième journée pour une victoire 3-0 face au Grenade CF. 

### Fiorentina
Le 12 juin 2013, Joaquín signe un contrat pour trois saisons avec la Fiorentina. Le montant du transfert s'élève à 3 millions d'euros.

### Retour au Real Betis
Le 31 août 2015, date de dernier jour du mercato, il retourne dans le club de ses débuts, le Real Betis. En parallèle de sa carrière, il investit dans son club 1 million d'euros en décembre 2017 pour en devenir actionnaire, représentant 2% des parts en juin 2021,,.
Joaquín réalise son premier triplé en carrière contre l'Athletic Bilbao le 8 décembre 2019 qui assure une victoire 3-2 pour le Betis. Cette performance est historique car l'ailier de 38 ans devient le plus vieux joueur de l'histoire de la Liga à inscrire trois buts en une rencontre. Deux ans plus tard, en décembre 2021, son record est battu par Jorge Molina, alors âgé de 39 ans et évoluant au Grenade CF, contre le RCD Majorque.
Lors de la saison 2020-2021, il dispute 27 matches, marque deux buts et délivre 5 passes décisives, contribuant à la sixième place de son équipe en Liga, qualificative pour la Ligue Europa. Le 24 mai 2021, alors que son contrat expirait à la fin du mois de juin, il prolonge pour une saison de plus avec le Betis. Lors de cette saison, il remporte avec son club la coupe d'Espagne. Il prolonge ensuite son contrat pour une saison supplémentaire.
Le 19 avril 2023, il annonce à 41 ans, qu'il prendra sa retraite à l'issue de la saison. 
Il joue son dernier match le 4 juin 2023, égalant le record du nombre de matchs joués en Liga de Andoni Zubizarreta, avec 622 matchs disputés.

### Sélection
Joaquín débute avec la sélection espagnole le 13 février 2002 face au Portugal (1-1).
Lors de la Coupe du monde 2002, il joue son troisième match international face à la Corée du Sud lorsqu'il manque le tir au but décisif, éliminant son équipe en quart de finale, alors qu'il s'est montré à son avantage tout le match, délivrant même une passe décisive à Fernando Morientes, but refusé tout comme un autre.
Ceci ne l'empêche pas de garder les faveurs du sélectionneur Luis Aragonés. Il est un élément essentiel de la sélection, jouissant d'un statut de titulaire indiscutable au sein de l'équipe nationale. Il participe ainsi à l'Euro 2004 puis la Coupe du monde 2006 avec l'Espagne. 
Après un match contre l'Irlande du Nord, Joaquín critique les tactiques d'Aragonés ; les Espagnols étant alors dans une mauvaise passe. À la suite de cet incident, il ne se voit plus appeler en équipe nationale. Il n'est donc pas sélectionné pour participer à l'Euro 2008 et contribuer à la victoire des siens en finale. Il n'est pas retenu non plus par le nouveau sélectionneur, Vicente del Bosque, pour la Coupe du monde 2010, qui voit le succès mondial de la Roja.
Joaquín compte 51 sélections et 4 buts, entre 2001 et 2007, avec la Furia Roja.

## Caractéristiques
Joaquín est l'un des derniers ailiers du football moderne avec son compatriote Jesús Navas. Il a la particularité de se placer le long de la ligne pour effectuer ses débordements. Il est connu pour être un formidable dribbleur, ce qui lui permet très souvent de faire la différence, avec une très bonne qualité de centre. 
Il a notamment développé la joaquininha, célèbre geste technique qu'il a commencé à faire au Real Betis.
Footballeur très apprécié en Espagne, il y est reconnu pour sa personnalité et son sens de l'humour,.

## Statistiques
| Saison                | Club                  | Championnat           | Championnat | Championnat | Championnat | Coupe(s) nationale(s) | Coupe(s) nationale(s) | Coupe(s) nationale(s) | Supercoupe | Supercoupe | Supercoupe | Compétition(s) continentale(s) | Compétition(s) continentale(s) | Compétition(s) continentale(s) | Compétition(s) continentale(s) | Espagne | Espagne | Espagne | Total | Total | Total |
| Saison                | Club                  | Division              | M.          | B.          | P.d.        | M.                    | B.                    | P.d.                  | M.         | B.         | P.d.       | Comp.                          | M.                             | B.                             | P.d.                           | M.      | B.      | P.d.    | M.    | B.    | P.d.  |
| 1999-2000             | Real Betis B          | D3                    | 27          | 2           | -           | -                     | -                     | -                     | -          | -          | -          | -                              | -                              | -                              | -                              | -       | -       | -       | 27    | 2     | 0     |
| Sous-total            | Sous-total            | Sous-total            | 27          | 2           | -           | -                     | -                     | -                     | -          | -          | -          | -                              | -                              | -                              | -                              | -       | -       | -       | 27    | 2     | 0     |
| 2000-2001             | Real Betis            | D2                    | 38          | 3           | -           | 1                     | 0                     | -                     | -          | -          | -          | -                              | -                              | -                              | -                              | -       | -       | -       | 39    | 3     | 0     |
| 2001-2002             | Real Betis            | PD                    | 34          | 4           | 6           | 1                     | 0                     | -                     | -          | -          | -          | -                              | -                              | -                              | -                              | 5       | 0       | 1       | 40    | 4     | 7     |
| 2002-2003             | Real Betis            | PD                    | 37          | 9           | 10          | 3                     | 2                     | -                     | -          | -          | -          | C3                             | 5                              | 1                              | 0                              | 9       | 1       | 1       | 54    | 13    | 11    |
| 2003-2004             | Real Betis            | PD                    | 36          | 7           | 10          | 3                     | 1                     | -                     | -          | -          | -          | -                              | -                              | -                              | -                              | 8       | 1       | 2       | 47    | 9     | 12    |
| 2004-2005             | Real Betis            | PD                    | 38          | 5           | 13          | 9                     | 0                     | 1                     | -          | -          | -          | -                              | -                              | -                              | -                              | 9       | 2       | 2       | 56    | 7     | 16    |
| 2005-2006             | Real Betis            | PD                    | 35          | 3           | 6           | 3                     | 0                     | -                     | 1          | 0          | 0          | C1+C3                          | 8+4                            | 0+0                            | 2+1                            | 10      | 0       | 0       | 61    | 3     | 9     |
| 2006-2007             | Real Betis            | PD                    | -           | -           | -           | -                     | -                     | -                     | -          | -          | -          | -                              | -                              | -                              | -                              | 1       | 0       | 0       | 1     | 0     | 0     |
| Sous-total            | Sous-total            | Sous-total            | 218         | 31          | 45          | 20                    | 3                     | 1                     | 1          | 0          | 0          | -                              | 17                             | 1                              | 3                              | 42      | 4       | 6       | 298   | 39    | 55    |
| 2006-2007             | Valence CF            | PD                    | 35          | 5           | 3           | 3                     | 0                     | 0                     | -          | -          | -          | C1                             | 8                              | 0                              | 2                              | 2       | 0       | 0       | 48    | 5     | 5     |
| 2007-2008             | Valence CF            | Liga                  | 34          | 3           | 4           | 8                     | 4                     | 0                     | -          | -          | -          | C1                             | 7                              | 0                              | 0                              | 7       | 0       | 2       | 56    | 7     | 6     |
| 2008-2009             | Valence CF            | Liga                  | 31          | 4           | 6           | 3                     | 1                     | 1                     | 2          | 0          | 0          | C3                             | 4                              | 1                              | 1                              | -       | -       | -       | 40    | 6     | 8     |
| 2009-2010             | Valence CF            | Liga                  | 28          | 2           | 4           | 4                     | 1                     | 1                     | -          | -          | -          | C3                             | 13                             | 4                              | 2                              | -       | -       | -       | 45    | 7     | 7     |
| 2010-2011             | Valence CF            | Liga                  | 30          | 4           | 7           | 3                     | 0                     | 1                     | -          | -          | -          | C1                             | 5                              | 1                              | 1                              | -       | -       | -       | 38    | 5     | 9     |
| Sous-total            | Sous-total            | Sous-total            | 158         | 18          | 24          | 21                    | 6                     | 3                     | 2          | 0          | 0          | -                              | 37                             | 6                              | 6                              | 9       | 0       | 2       | 227   | 30    | 35    |
| 2011-2012             | Málaga CF             | Liga                  | 23          | 2           | 3           | 2                     | 0                     | 0                     | -          | -          | -          | -                              | -                              | -                              | -                              | -       | -       | -       | 25    | 2     | 3     |
| 2012-2013             | Málaga CF             | Liga                  | 34          | 4           | 6           | 1                     | 1                     | 1                     | -          | -          | -          | C1                             | 10                             | 3                              | 1                              | -       | -       | -       | 45    | 8     | 8     |
| Sous-total            | Sous-total            | Sous-total            | 57          | 6           | 9           | 3                     | 1                     | 1                     | -          | -          | -          | -                              | 10                             | 3                              | 1                              | -       | -       | -       | 70    | 10    | 11    |
| 2013-2014             | ACF Fiorentina        | Serie A               | 26          | 2           | 2           | 5                     | 1                     | 2                     | -          | -          | -          | C3                             | 6                              | 2                              | 0                              | -       | -       | -       | 37    | 5     | 4     |
| 2014-2015             | ACF Fiorentina        | Serie A               | 23          | 2           | 3           | 3                     | 0                     | 1                     | -          | -          | -          | C3                             | 8                              | 0                              | 1                              | -       | -       | -       | 34    | 2     | 5     |
| Sous-total            | Sous-total            | Sous-total            | 49          | 4           | 5           | 8                     | 1                     | 3                     | -          | -          | -          | -                              | 14                             | 2                              | 1                              | -       | -       | -       | 71    | 7     | 9     |
| 2015-2016             | Real Betis            | Liga                  | 30          | 1           | 5           | 2                     | 0                     | 0                     | -          | -          | -          | -                              | -                              | -                              | -                              | -       | -       | -       | 32    | 1     | 5     |
| 2016-2017             | Real Betis            | Liga                  | 28          | 3           | 4           | 1                     | 0                     | 0                     | -          | -          | -          | -                              | -                              | -                              | -                              | -       | -       | -       | 29    | 3     | 4     |
| 2017-2018             | Real Betis            | Liga                  | 35          | 4           | 7           | 1                     | 0                     | 0                     | -          | -          | -          | -                              | -                              | -                              | -                              | -       | -       | -       | 36    | 4     | 7     |
| 2018-2019             | Real Betis            | Liga                  | 30          | 6           | 0           | 7                     | 1                     | 1                     | -          | -          | -          | C3                             | 6                              | 0                              | 2                              | -       | -       | -       | 43    | 7     | 3     |
| 2019-2020             | Real Betis            | Liga                  | 34          | 8           | 3           | 2                     | 2                     | 0                     | -          | -          | -          | -                              | -                              | -                              | -                              | -       | -       | -       | 36    | 10    | 3     |
| 2020-2021             | Real Betis            | Liga                  | 27          | 2           | 5           | 3                     | 0                     | 1                     | -          | -          | -          | -                              | -                              | -                              | -                              | -       | -       | -       | 30    | 2     | 6     |
| 2021-2022             | Real Betis            | Liga                  | 21          | 0           | 1           | 5                     | 2                     | 0                     | -          | -          | -          | C3                             | 10                             | 0                              | 1                              | -       | -       | -       | 36    | 2     | 2     |
| 2022-2023             | Real Betis            | Liga                  | 21          | 0           | 2           | 1                     | 0                     | 0                     | -          | -          | -          | C3                             | 7                              | 1                              | 0                              | -       | -       | -       | 29    | 1     | 2     |
| Sous-total            | Sous-total            | Sous-total            | 226         | 24          | 27          | 22                    | 5                     | 2                     | -          | -          | -          | -                              | 23                             | 1                              | 3                              | -       | -       | -       | 271   | 30    | 32    |
| Total sur la carrière | Total sur la carrière | Total sur la carrière | 733         | 85          | 110         | 74                    | 16                    | 10                    | 3          | 0          | 0          | -                              | 101                            | 13                             | 14                             | 51      | 4       | 8       | 962   | 118   | 142   |

## Palmarès

### En club
- Real Betis :
  - Vainqueur de la Coupe d'Espagne en 2005 et 2022.
  - Vice-champion de La Liga 2 en 2001.
  - Finaliste de la Supercoupe d'Espagne en 2005.

- Valence CF :
  - Vainqueur de la Coupe d'Espagne en 2008.
  - Finaliste de la Supercoupe d'Espagne en 2008.

- ACF Fiorentina :
  - Finaliste de la Coupe d'Italie en 2014.

## Distinctions personnelles
- Prix Don Balón de révélation de l'année en 2002
- Meilleur passeur de Primera División en 2005 avec le Real Betis